# 家事事件法
家事事件法是一部中華民國的程序法，於2012年頒布並施行。此法是發揮統合解決家事紛爭的功能，建構一套完整的家事裁判制度。

## 法律內容概要
家事事件法立基於正視家事糾紛之特性，整合散落於民事訴訟法、非訟事件法中有關家事事件之處理程序，合併立法促使處理家事案件時能有明確且一致的依循。而此法中更將家事法院之角色做一轉換，從單純之裁判者，轉變為連結各項資源、處理紛爭之統籌，整合專業社工人員、心理諮商輔導人員、程序監理人及家事調查官等，連結相關資源，期望有效、適切地處理家事糾紛。
特色為以下四項：
一、專業處理原則：因家事事件本身和民事財產事件不同，牽涉諸多糾紛並具備一定複雜度須由專業人員的協助才得以適當處理。而專業人員應該具備性別平權意識、了解權力控制議題、多元文化等諸多專業素養（可參考家事事件法第2條及第8條）。
二、不公開原則：立法時考量家事事件因多涉及家庭成員間的身分關係或財產之紛爭，具有秘密性、隱私性，因此不公開審判為原則。
三、統合處理原則／合併審理制度：立法時考量同一家庭經常會同時有身分上或財產上權利關係之爭執，不適合採取割裂或治標不治本之方式處理，因此設有統合處理原則。
四、調解前置原則：調解前置是指在進入審判程序前必須先經過調解程序，突顯調解之重要性。主要是家事事件除了權利義務之關係，經常伴隨著情感上之糾葛，法院基於「家庭自治原則」期望由當事者互相溝通、自主處理家庭糾紛。而家事事件法採行「強制調解」主義，是除了少數非訟事件（如保護令事件，不得調解）外，絕大部分事件都必須先經過調解程序，在專業調解委員協助下，由當事人進行溝通與對話，自主處理家庭衝突。

## 立法和修法簡要過程
家事事件法之推動可追溯至1993年，婦女新知基金會於1993年召開「邁向廿一世紀兩性平等的家事審判制度」座談會，在會中呼籲制定「家事審判法」之重要，期望家事案件設立家事法院、合併相關法規專門處理家事案件之審理，而家事審判法即為家事事件法之前身。1999年婦女新知基金會、台北市晚晴婦女協會召集專業律師組成「家事事件法」研擬小組，蒐集並統整針對婚姻與家庭的相關紛爭與內容。於同年之全國司法改革會議，聯合其他團體一同提案，後續分組會議結論為「家事事件部分，應儘速制定家事審判法，並硏究設立家事法院」，延續司法改革會議之決定，司法院2000年開始由「家事事件法研究制定委員會」研擬「家事事件法」內容，由司法院前院長王甲乙、台灣大學邱聯恭教授兩人擔任主持兼召集人，從2000年4月至2011年1月，共召開215次會議，草擬上百條條文。立法院於2010年11月通過少年及家事法院組織法時，其中附帶決議提到：「家事事件法草案，請司法院於本法通過一年後送立法院審議」，此項附帶決議為了配合司法院預計於2012年成立第一所高雄與少年家事法院，使法院有法源可依循，需盡速通過家事事件法。因此，2011年司法院成立家事事件法第二階段研究制訂小組，最高法院劉福來擔任主席兼召集人，共召開14次會議，草擬200條條文。
2000年歷經約十餘年的草案研擬，在2011年12月12日經由立法院三讀通過，並在2012年1月11日由總統公布，同年6月1日施行。

## 影響與評價
立法院三讀通過家事事件法後，婦女新知基金會、台北市晚晴婦女協會於2011年12月12日發表聯合聲明稿，表示雖樂見歷時十餘年時間所產出的家事事件法，但依然有許多未竟之處。例如：無法在家事事件法（程序法）中訂定設置家事服務中心（組織），但家事服務中心的專業協助對於一般民眾相當重要。又或者是不公開審理原則難以監督，雖名為保障當事者的隱私權，但法官與人民權力關係不對等的狀況下，不公開審理難以監督審理相關機制之落實。
2014年修法，修正公布第 19、32、60、64、165 條條文。修正內容主要聚焦於保障當事者的權益，例如19條之條文增加不精通國語人士可協助之通譯、32條則是聚焦於家事調解委員之專業資格，應聘任具有法律、醫療、心理、社會工作或其他相關專業，或社會經驗者為調解委員。

## 外部連結
- 台灣家事事件公告查詢 （页面存档备份，存于）